# Рокхолдс (Кентаки)
Рокхолдс (енгл. Rockholds) насељено је место без административног статуса у америчкој савезној држави Кентаки.

## Демографија
По попису из 2010. године број становника је 390.
| Група             | 2000.    | 2010.       |
| Белци             | 0 (0,0%) | 384 (98,5%) |
| Афроамериканци    | 0 (0,0%) | 1 (0,3%)    |
| Азијати           | 0 (0,0%) | 0 (0,0%)    |
| Хиспаноамериканци | 0 (0,0%) | 2 (0,5%)    |
| Укупно            | 0        | 390         |